# Prelatura territorial de Mixes
La prelatura territorial de Mixes (castellà:  Prelatura territorial de Mixes, llatí: Praelatura Territorialis Mixepolitana) és una seu de l'Església Catòlica a Mèxic, sufragània de l'arquebisbat d'Antequera, i que pertany a la regió eclesiàstica Pacífico-Sur. Al 2013 tenia 142.100 batejats sobre una població de 170.000 habitants. Actualment està regida pel bisbe Héctor Guerrero Córdova, S.D.B.

## Territori
La diòcesi comprèn una part de l'estat mexicà d'Oaxaca, habitada pel poble Mixe.
La seu episcopal és la ciutat de San Pedro y San Pablo Ayutla, on es troba la catedral de Sant Pere i Sant Pau.
El territori s'estén sobre 10.000 km², i està dividit en 18 parròquies.

## Història
La prelatura territorial va ser erigida el 21 de desembre de 1964 mitjançant la butlla del Papa Sunt in Ecclesia Pau VI, prenent el territori del bisbat de Tehuantepec.

## Cronologia episcopal
- Braulio Sánchez Fuentes, S.D.B. † (14 de gener de 1970 - 16 de desembre de 2000 jubilat)
- Luis Felipe Gallardo Martín del Campo, S.D.B. (16 de desembre de 2000 - 8 de maig de 2006 nomenat bisbe de Veracruz)
- Héctor Guerrero Córdova, S.D.B., des del 3 de març de 2007

## Estadístiques
A finals del 2013, la diòcesi tenia 142.100 batejats sobre una població de 170.000 persones, equivalent al 83,6% del total.
| any  | població | població | població | sacerdots | sacerdots       | sacerdots       | sacerdots             | diaques | religiosos | religiosos | parròquies |
| ---- | -------- | -------- | -------- | --------- | --------------- | --------------- | --------------------- | ------- | ---------- | ---------- | ---------- |
| any  | batejats | total    | %        | total     | clergat secular | clergat regular | batejats por sacerdot | diaques | homes      | dones      |            |
| 1965 | 80.870   | 86.519   | 93,5     | 9         |                 | 9               | 8.985                 |         | 15         | 5          | 8          |
| 1968 | 85.000   | 89.000   | 95,5     | 14        |                 | 14              | 6.071                 |         | 15         | 9          | 7          |
| 1976 | 93.500   | 96.500   | 96,9     | 19        |                 | 19              | 4.921                 |         | 22         | 29         | 9          |
| 1980 | 98.100   | 101.200  | 96,9     | 19        | 1               | 18              | 5.163                 |         | 19         | 32         | 11         |
| 1990 | 116.000  | 126.000  | 92,1     | 26        | 3               | 23              | 4.461                 | 10      | 28         | 27         | 13         |
| 1999 | 188.400  | 196.200  | 96,0     | 26        | 5               | 21              | 7.246                 | 19      | 27         | 32         | 16         |
| 2000 | 191.400  | 195.700  | 97,8     | 26        | 5               | 21              | 7.361                 | 19      | 28         | 33         | 16         |
| 2001 | 195.000  | 200.000  | 97,5     | 29        | 5               | 24              | 6.724                 | 19      | 31         | 30         | 16         |
| 2002 | 190.000  | 200.000  | 95,0     | 31        | 6               | 25              | 6.129                 | 17      | 29         | 44         | 17         |
| 2003 | 128.000  | 149.000  | 85,9     | 31        | 7               | 24              | 4.129                 | 17      | 28         | 42         | 16         |
| 2004 | 128.000  | 149.000  | 85,9     | 33        | 9               | 24              | 3.878                 | 16      | 27         | 42         | 16         |
| 2013 | 142.100  | 170.000  | 83,6     | 39        | 14              | 25              | 3.643                 | 18      | 31         | 37         | 18         |